# Alodinia
Alodinia, do grego allo (outro) e odyne (dor), envolve uma mudança no sentido da dor, da qualidade de uma sensação, seja de que tipo for. Estímulos sensoriais que em situações normais não provocam dor.
Trata-se de uma disfunção da actividade cerebral que se manifesta como uma sensação de dor quando, normalmente, o estímulo não é doloroso. Quando uma pessoa tem uma sensação e os impulsos que chegam ao cérebro são interpretados como uma sensação desagradável, produz-se dor. Isto pode acontecer porque o impulso é realmente doloroso ou porque a mensagem das fibras nervosas está alterada. Pode-se estar a estimular determinadas áreas do corpo sem implicar dor, mas o cérebro pode interpretá-las como uma sensação dolorosa.
Um exemplo de situação em que ocorre este fenómeno é a neuralgia pós-herpética, que ocorre após a resolução clínica da infecção pelo vírus da herpes zoster em alguns pacientes. 